# Мадейра-Гуапоре (мезорегіон)
Мадейра-Гуапоре (порт. Mesorregião de Madeira-Guaporé) — адміністративно-статистичний мезорегіон в Бразилії, один із двох мезорегіонів штату Рондонія. Населення становить 569 363 чоловік на 2006 рік. Займає площу 107 976,002 км². Густота населення — 5,3 чол./км².

## Демографія
Згідно з даними, зібраними в ході перепису 2010 р. Національним інститутом географії і статистики (IBGE), населення мезорегіону становить:
| Повне населення                              | Повне населення                              | Повне населення                              | Повне населення                              | 611 689 |
| -------------------------------------------- | -------------------------------------------- | -------------------------------------------- | -------------------------------------------- | ------- |
| в тому числі:                                | Міське населення                             | 505 376                                      | Відсоток міського населення, %               | 82,62   |
|                                              | Сільське населення                           | 106 313                                      | Відсоток сільського населення, %             | 17,38   |
|                                              | Чоловіче населення                           | 312 767                                      | Відсоток чоловічого населення, %             | 51,13   |
|                                              | Жіноче населення                             | 298 922                                      | Відсоток жіночого населення, %               | 48,87   |
| Густота населення, чол/км²                   | Густота населення, чол/км²                   | Густота населення, чол/км²                   | Густота населення, чол/км²                   | 5,75    |
| Населення мезорегіону в % до населення штату | Населення мезорегіону в % до населення штату | Населення мезорегіону в % до населення штату | Населення мезорегіону в % до населення штату | 39,15   |

## Склад мезорегіону
В мезорегіон входять наступні мікрорегіони:
1. Гуажара-Мірін
2. Порту-Велью

| Бразилія | Це незавершена стаття з географії Бразилії. Ви можете допомогти проєкту, виправивши або дописавши її. |